# Okręg wyborczy Hamilton South
Okręg wyborczy Hamilton South powstał w 1997 r. i wysyłał do brytyjskiej Izby Gmin jednego deputowanego. Okręg został zlikwidowany w 2005 r.

## Deputowani do brytyjskiej Izby Gmin z okręgu Hamilton South
- 1997–1999: George Robertson, Partia Pracy
- 1999–2005: Bill Tynan, Partia Pracy